# Vaporizador Volcano

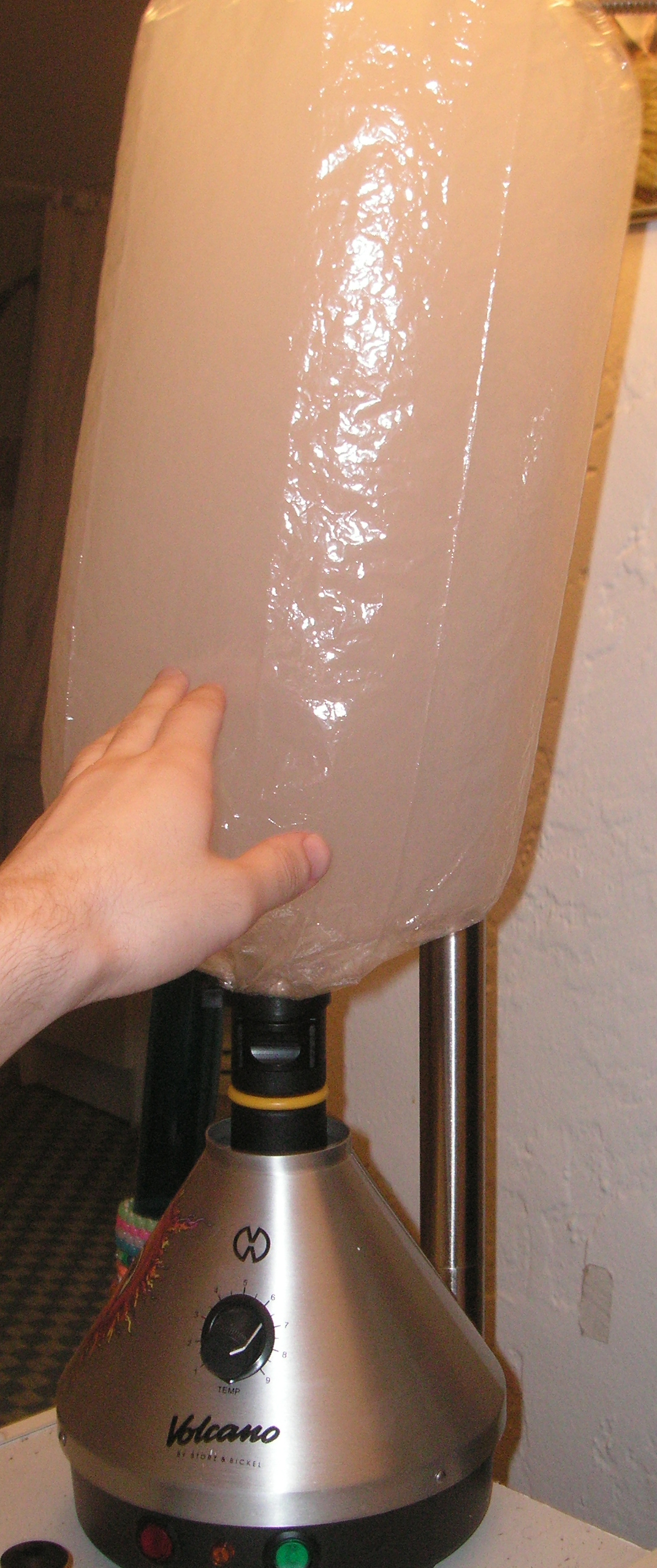
Um vaporizador Volcano.

O Vaporizador Volcano é uma máquina vaporizadora constituída de um aquecedor com comandos para manipular o fluxo de ar e temperatura. É utilizado para aromaterapia, inalação de fumo e maconha ou de outras ervas, e de preparação culinária.
O ar é composto por um sistema de um saco recolhedor, um conjunto de válvulas para controlar a dispersão, e uma câmara em que o material é aquecido. A matéria vegetal ou óleo essencial é aquecido por uma temperatura variável, e consequentes vapores são recolhidos no saco recolhedor. Uma vez que o saco tem inflado, o usuário poderá remove-lo da base usando um conjunto de válvulas.
O vapor resultante é puro e suave. Ao contrário de sua contraparte digital, o Volcano apresenta um disco giratório para controlar a temperatura com precisão. O visor tem nove configurações para que o usuário possa identificar suas temperaturas. A temperatura do Volcano varia de 266° F a 446° F.

## Produção
O Volcano Vaporizador é produzido manufaturadamente pela Storz & Bickel, uma companhia especializada na tecnologia do vaporizador. Tem sede em Tuttlingen, Alemanha.

## Prêmios
O Volcano Vaporizador recebeu em 2003 um prêmio do Dr. Rudolf Eberle pelo seu excelente design técnico e inovação.